# Nathan Wachsberger
Nathan Wachsberger est un producteur de cinéma américain, né le 4 octobre 1916 à Anvers (Belgique), mort le 1er février 1992 à Beverly Hills (Californie).

## Biographie
Après la Seconde Guerre mondiale, Nathan Wachsberger a épousé la comédienne française Yvette Lebon. Wachsberger l'a fait tourner dans des productions italiennes, notamment le péplum Ulysse contre Hercule en 1962. Ils ont un fils, Patrick Wachsberger, président de Summit Entertainment.

## Filmographie
- 1954 : Sémiramis, esclave et reine (Cortigiana di Babilonia)
- 1962 : Ulysse contre Hercule de Mario Caiano
- 1965 : L'Homme d'Istambul (Estambul 65)
- 1966 : Surcouf, le tigre des sept mers (Surcouf, l'eroe dei sette mari)
- 1966 : Tonnerre sur l'océan Indien (Il Grande colpo di Surcouf)
- 1967 : Les Corrompus (Di Hölle von Macao)
- 1967 : Le vicomte règle ses comptes
- 1968 : Les Hommes de Las Vegas (Las Vegas, 500 millones)
- 1969 : L'Étoile du sud (The Southern Star)
- 1969 : Trois Hommes sur un cheval
- 1970 : Les Mantes religieuses (Die Weibchen) de Zbyněk Brynych
- 1970 : Cannabis
- 1971 : Êtes-vous fiancée à un marin grec ou à un pilote de ligne ?
- 1971 : La Cavale
- 1972 : The Day the Clown Cried
- 1976 : Les Mercenaires (Killer Force)
- 1978 : Starcrash - Le Choc des étoiles (Starcrash)